# Печатка Гуаму
Державна печатка Гуаму — офіційний символ Гуаму. Також присутній в середині прапора Гуаму.
За формою печатка нагадує форму первісного базальтового знаряддя, яке місцеві мешканці використовували на полюванні та на війні. У середині витягнутого овалу зображена затока Аганью біля столиці Гуаму ‒ міста Хагатни, в якій стоїть човен проа ‒ судно деяких народів Полінезії і Самоа. Також видно берег з кокосовою пальмою, місцеву скелю і річку, над якими червоними літерами написано «GUAM». Затверджено губернатором Ч. А. Паунеллом у 1946 році

## Символіка
Човен проа уособлює мужність корінного народу острова, з яким його представники борознили простори Тихого океану. Річка, що впадає в океан, символізує готовність місцевих мешканців розділити ресурси землі з іншими, пляж ‒ відданість корінного населення батьківщині й навколишньому середовищу, а скеля ‒ зобов´язання мешканців острова передавати майбутнім поколінням свою спадщину, культуру і мову. Кокосова пальма («Дерево Життя»), що росте на неродючому піску, символізує стійкість і рішучість мешканців Гуаму, а її вигнутий стовбур ‒ випробування, які вони пережили. Блакитний колір символізує єдність Гуама з морем й небом. Червона ж облямівка символізує кров, пролиту місцевими мешканцями під час японської та іспанської окупацій.